# Solwig Grippe
Solwig Grippe, född 14 februari 1922 i Östersund, död 8 oktober 2011 i Stockholm, var en svensk sångare (alt), tonsättare och sångpedagog.
Grippe var medlem av Radiokören och sångsolist och från 1964 lärare i sång vid Kungliga Musikhögskolan. Bland hennes elever märks bland andra Peter Mattei, Lilli Paasikivi, Olle Persson och Carl Unander-Scharin. Hon tilldelades 1982 professors namn och 2004 Medaljen för tonkonstens främjande.
Solwig Grippe är mor till tonsättaren Ragnar Grippe.